# Kenyan Drake
Kenyan Drake (geboren am 26. Januar 1994 in Powder Springs, Georgia) ist ein ehemaliger US-amerikanischer American-Football-Spieler auf der Position des Runningbacks und des Kick Returners. Er spielte College Football für die University of Alabama und wurde im NFL Draft 2016 von den Miami Dolphins ausgewählt. Anschließend spielte Drake auch für die Arizona Cardinals, die Las Vegas Raiders, die Baltimore Ravens und die Green Bay Packers.

## College
Drake wuchs in Powder Springs, 35 Kilometer nördlich von Atlanta, auf und ging dort auf die Hillgrove High School. Danach spielte er von 2012 bis 2015 Football am College. Er besuchte die University of Alabama und spielte dort für Alabama Crimson Tide in der NCAA Division I FBS.
Insgesamt kam Drake in vier Saisons auf 1.495 Yards bei 233 Läufen und erzielte insgesamt 22 Touchdowns. Mit Alabama gewann er in seiner letzten Saison die College Football Playoff National Championship mit 45:40 gegen die Clemson Tigers, wobei Drake mit einem 95-Yard-Kickoff-Return im vierten Viertel einen Touchdown erzielte.

## NFL
Drake wurde im NFL Draft 2016 in der dritten Runde als insgesamt 73. Spieler und dritter Runningback von den Miami Dolphins ausgewählt.
Nachdem er bei seinem Saisondebüt gegen die Seattle Seahawks nur wenig Spielzeit bekommen hatte, gelang ihm bei seinem zweiten Einsatz gegen die New England Patriots sein erster Touchdown in der NFL. In Woche 9 gelang ihm gegen die New York Jets ein Kickoff-Return-Touchdown über 96 Yards, der die Dolphins zu einem 27:23-Sieg führte.
Drake ging als dritter Runningback der Dolphins hinter Jay Ajayi und Damien Williams in die Saison 2017. Nachdem Ajayi während der Saison zu den Philadelphia Eagles gewechselt war und Williams sich verletzt hatte, wurde Drake ab Woche 12 neuer Starter der Dolphins.
In der Saison 2018 erzielte Drake beim sogenannten Miracle in Miami den spielentscheidenden Touchdown im letzten Spielzug, durch den die Dolphins die New England Patriots mit 34–33 schlagen konnten: Sieben Sekunden vor Schluss stand Miami an der eigenen 31-Yard-Linie. Quarterback Ryan Tannehill warf einen Pass für 14 Yards Raumgewinn auf Wide Receiver Kenny Stills. Über zwei Lateralpässe gelangte der Ball zu Drake, der die verbliebenen 55 Yards in die Endzone zu einem Touchdown lief.
Nach dem 8. Spieltag der Saison 2019 wurde er gegen einen Fünftrundenpick zu den Arizona Cardinals getauscht. Beim Sieg der Cardinals über die Cleveland Browns in Woche 15 erzielte Drake 137 Yards Raumgewinn bei 22 Läufen und erlief vier Touchdowns. Nach dem Auslaufen seines Vertrages hielten die Cardinals Drake mit dem Transition Tag, womit er für die Saison 2020 knapp 8,5 Millionen Dollar erhielt. Er erlief in 15 Spielen 955 Yards und 10 Touchdowns.
Im März 2021 unterschrieb Drake einen Zweijahresvertrag über 14,5 Millionen Dollar bei den Las Vegas Raiders. Als Ergänzungsspieler neben Stammspieler Josh Jacobs erzielte Drake drei Touchdowns, zudem wurde er als Kick Returner eingesetzt. Am 13. Spieltag brach Drake sich bei der Partie gegen das Washington Football Team den rechten Knöchel und fiel damit für den Rest der Saison aus. Am 23. August 2022 wurde Drake von den Raiders entlassen.
Am 31. August 2022 nahmen die Baltimore Ravens Drake unter Vertrag. Als etatmäßiger dritter Mann hinter J. K. Dobbins und Gus Edwards kam er bei 12 Einsätzen auf fünf Starts und absolvierte 109 Läufe für 482 Yards und vier Touchdowns, zudem fing er 17 Pässe für 89 Yards und einen weiteren Touchdown.
Am 5. August 2023 unterschrieb Drake einen Vertrag bei den Indianapolis Colts. Am 27. August 2023 wurde er vor Saisonbeginn entlassen.
Am 20. September 2023 schloss Drake sich dem Practice Squad der Baltimore Ravens an. Er kam in zwei Spielen zum Einsatz und wurde am 17. Oktober wieder entlassen. Am 31. Oktober 2023 nahmen die Cleveland Browns Drake in ihren Practice Squad auf. Am 28. November 2023 wurde er entlassen. Am 5. Dezember 2023 nahmen die Green Bay Packers Drake für ihren Practice Squad unter Vertrag. Für die Packers kam er in einem Spiel zum Einsatz.
Am 19. Juli 2024 gab Drake sein Karriereende bekannt.

## NFL-Statistiken
| 2016                                           | MIA    | 16  | 1  | 33  | 179  | 5,4 | 45 | 2  | 9   | 46   | 5,1  | 9  | 0 | 13 | 397 | 30,5 | 96 | 1 | 1  | 0 |
| 2017                                           | MIA    | 16  | 1  | 133 | 644  | 4,8 | 66 | 3  | 32  | 239  | 7,5  | 47 | 1 | 7  | 147 | 21   | 34 | 0 | 2  | 2 |
| 2018                                           | MIA    | 16  | 7  | 120 | 535  | 4,5 | 54 | 4  | 53  | 477  | 9,0  | 52 | 5 | 10 | 213 | 21,3 | 26 | 0 | 2  | 1 |
| 2019                                           | MIA    | 6   | 2  | 47  | 174  | 3,7 | 11 | 0  | 22  | 174  | 7,9  | 26 | 0 | 1  | 15  | 15   | 15 | 0 | 2  | 1 |
| 2019                                           | ARI    | 8   | 8  | 123 | 643  | 5,2 | 80 | 8  | 28  | 171  | 6,1  | 21 | 0 | 0  | 0   | 0    | 0  | 0 | 0  | 0 |
| 2020                                           | ARI    | 15  | 15 | 239 | 955  | 4,0 | 69 | 10 | 25  | 137  | 5,5  | 18 | 0 | 0  | 0   | 0    | 0  | 0 | 3  | 1 |
| 2021                                           | LV     | 12  | 2  | 63  | 254  | 4,0 | 21 | 2  | 30  | 291  | 9,7  | 31 | 1 | 10 | 192 | 19,2 | 31 | 0 | 1  | 0 |
| 2022                                           | BAL    | 12  | 5  | 109 | 482  | 4,4 | 40 | 4  | 17  | 89   | 5,2  | 15 | 0 | 0  | 0   | 0    | 0  | 0 | 1  | 0 |
| 2023                                           | BAL    | 2   | 0  | 1   | 0    | –   | 0  | 0  | 2   | 31   | 15,5 | 24 | 0 | 0  | 0   | 0    | 0  | 0 | 1  | 1 |
| 2023                                           | GNB    | 1   | 0  | 1   | 0    | –   | 0  | 0  | 0   | 0    | –    | 0  | 0 | 0  | 0   | 0    | 0  | 0 | 0  | 0 |
| Gesamt                                         | Gesamt | 104 | 44 | 869 | 3866 | 4,4 | 80 | 33 | 218 | 1655 | 7,6  | 52 | 8 | 41 | 964 | 23,5 | 96 | 1 | 13 | 6 |
| Quelle: NFL.com und pro-football-reference.com |        |     |    |     |      |     |    |    |     |      |      |    |   |    |     |      |    |   |    |   |